# Kallippos (Athen)
Kallippos (altgriechisch Κάλλιππος Kállippos; * um 390 v. Chr.; † 352 oder 351 v. Chr. in Rhegion) war ein antiker griechischer Offizier und Politiker. Er war dreizehn Monate lang (354–353) der leitende Staatsmann in der damals demokratischen Stadt Syrakus.

## Leben in Athen
Kallippos stammte aus Athen. Um 366/365 v. Chr. war er Trierarch. Er war ein Unterbefehlshaber des athenischen Feldherrn Timomachos, in dessen Auftrag er 361 v. Chr. Kallistratos, den Schwager des Timomachos, auf einem Kriegsschiff aus Methone holte und nach Thasos brachte. Da Kallistratos sich damals in der Verbannung befand, war dieser Schritt illegal. Deswegen und möglicherweise auch aus anderen Gründen wurde Kallippos von Apollodor angeklagt.
Wohl auch um sich dem Gerichtsverfahren zu entziehen, schloss er sich gemeinsam mit seinem Bruder Philostratos der Söldnerstreitmacht Dions an, die 357 nach Sizilien fuhr, um dort den Tyrannen Dionysios II. von Syrakus zu stürzen. Dion hatte in seiner Heimatstadt Syrakus am Tyrannenhof eine prominente Rolle gespielt, war aber 366 von Dionysios II. verbannt worden und lebte seither in Griechenland. In Athen, wo Dion sich länger aufhielt, war Kallippos sein Gastfreund geworden. Die beiden ließen sich gemeinsam in die kleinen und großen Mysterien von Eleusis einweihen. Beide gehörten auch der Akademie Platons an. Später bestritt Platon nachdrücklich in seinem Siebten Brief, dass es zwischen Dion und Kallippos jemals eine philosophische Übereinstimmung gegeben hatte.

## Teilnahme an Dions Feldzug
Als Offizier und enger Vertrauter Dions spielte Kallippos auf dem Feldzug gegen den Tyrannen eine wichtige Rolle. Da sich die Bevölkerung von Syrakus gegen Dionysios II. erhob, gelangten die Angreifer schnell ans Ziel. Als Dion in Syrakus einzog und von den Einwohnern begeistert empfangen wurde, befand sich Kallippos an seiner Seite. Die Tyrannenherrschaft wurde abgeschafft, die Demokratie wiederhergestellt und Dion zum Oberbefehlshaber der syrakusanischen Streitkräfte gewählt.
Nach dem Sieg brach ein schwerer Konflikt zwischen dem aristokratisch gesinnten Dion und dem Flottenkommandeur (Nauarchen) Herakleides aus. Herakleides agitierte gegen Dion und stützte sich auf die starken demokratischen Kräfte. Als im Jahre 354 Anhänger Dions mit dessen Billigung Herakleides ermordeten, verfestigte sich bei den Syrakusanern die Überzeugung, dass Dion sich zum neuen Tyrannen aufschwingen wollte. Daher wuchs die ohnehin bereits starke Opposition gegen ihn. Unter diesen Umständen konnte sich Dion nur noch auf seine Söldner und deren Offiziere verlassen. Er vertraute insbesondere Kallippos, der ihm keinen Anlass zu Verdacht geboten hatte. Die Finanzierung der Soldzahlungen, von der die Zuverlässigkeit der Söldner abhing, wurde jedoch immer schwieriger, denn die Bürger lehnten es ab, dafür aufzukommen. Dadurch wurde Dion geschwächt und geriet in eine sehr prekäre Lage. Zugleich waren aber die Demokraten durch den Tod des Herakleides führungslos geworden. Dieses Machtvakuum nutzte Kallippos zur Vorbereitung eines Staatsstreichs. Da Dion ihn auch mit nachrichtendienstlichen Aufgaben betraut hatte – er sollte die Stimmung unter den Söldnern erkunden, um Aufrührer zu denunzieren –, hatte er bei seiner teils konspirativen, teils aufwiegelnden Tätigkeit freie Hand. Dion wurde wiederholt gewarnt, schritt aber nicht ein. Er war bereits so geschwächt, dass Kallippos es wagen konnte, sich offen von ihm loszusagen. Schließlich ließ Kallippos Schlüsselstellungen in der Stadt von seinen Leuten besetzen und Dion in dessen Haus durch Söldner ermorden.

## Führungsrolle, Sturz und Tod

Süditalien um die Mitte des 4. Jahrhunderts

Mit Dions Tod wurde Kallippos, der als Retter vor der drohenden Tyrannenherrschaft auftrat, zum maßgebenden Mann in der Stadt. Ihm unterstanden die Söldner, die nun wieder von der Bürgerschaft finanziert wurden. Er übernahm den Oberbefehl im Rahmen der demokratischen Staatsordnung und ließ Dions Schwester Aristomache und seine schwangere Witwe Arete gefangensetzen. Im Gefängnis gebar Arete einen Sohn. Vermutlich wollte Kallippos mit der Inhaftierung der Frauen möglichen dynastischen Ansprüchen der Familie Dions vorbeugen.
Trotz seiner Machtstellung war Kallippos kein Tyrann; das behauptet auch die ihm feindliche Überlieferung nicht. Vielmehr wahrte er in Syrakus die Demokratie und unternahm militärische Aktionen, um auch in anderen Städten Siziliens die Tyrannenherrschaft zu beseitigen.
Dions Anhänger verließen Syrakus und sammelten sich in der Stadt Leontinoi (heute Lentini, Freies Gemeindekonsortium Syrakus). Ihr Anführer war Hipparinos, ein Halbbruder des gestürzten Tyrannen Dionysios II. und Neffe Dions. Als Kallippos 353 v. Chr. einen Feldzug gegen die Stadt Katane (Catania) unternahm, die anscheinend noch von einer Besatzung des Tyrannen Dionysios II. kontrolliert wurde, nutzte Hipparinos seine Abwesenheit, um Syrakus in einem Handstreich einzunehmen und sich selbst zum Tyrannen zu machen.
Der so vertriebene Kallippos setzte mit seinen Söldnern aufs Festland nach Kalabrien über; auch dort kämpfte er gegen die Tyrannenherrschaft. In Rhegion (Reggio Calabria) gelang es ihm, die dort von Dionysios II. stationierte Besatzung zu vertreiben, worauf er den Bürgern die Autonomie gewährte. Doch wurde ihm wie einst Dion zum Verhängnis, dass er nicht mehr über die nötigen Mittel verfügte, um die Ansprüche der Söldner zu befriedigen. In Rhegion wurde er 352 oder 351 v. Chr. von zweien seiner Offiziere, Leptines und Polyperchon, umgebracht.